# Chilmony
Chilmony [xilˈmɔnɨ] est un village polonais de la gmina de Nowy Dwór dans le powiat de Sokółka et dans la voïvodie de Podlachie.
Il se situe à environ 32 kilomètres au nord de Sokółka et à 66 kilomètres au nord de Białystok.